# Большой Пелис
Большой Пе́лис — остров в юго-западной части залива Петра-Великого Японского моря, самый крупный из островов архипелага Римского-Корсакова. Находится в 70 км к юго-западу от Владивостока. Административно относится к Хасанскому району Приморского края. Является частью Дальневосточного морского заповедника (ДВГМЗ). Постоянное население на острове отсутствует, в летне-осенний период остров изредка посещается туристами и отдыхающими (без выхода на берег).

## История
Острова в юго-западной части залива Петра-Великого впервые были описаны моряками французского брига «Каприз» и получили от них название «Iles Pelees» (что значит «голые острова»). В 1854 году экипажами фрегата «Паллада» и шхуны «Восток» названы островами Корсакова. В 1862—1863 годы были подробно обследованы экспедицией подполковника корпуса флотских штурманов В. М. Бабкина и названы по фамилии первого капитана шхуны «Восток» капитан-лейтенанта В. А. Римского-Корсакова.
В 1863 году отрядом В. М. Бабкина с корвета «Калевала» проводилось обследование и детальное описание островов. Тогда и получил своё имя каждый из островов. За самым крупным островом сохранили первоначальное имя, данное всему архипелагу французами, — Большой Пелис.
До середины 1930-х годов остров был необитаем и мало посещаем людьми. Но после хасанских событий, Большой Пелис стал главным укреплённым пунктом этого, созданного самой природой, форта. Его размеры позволили разместить на нём небольшой постоянный гарнизон, несколько полевых укреплений и артиллерийскую батарею. Захват острова затруднялся многочисленными подводными препятствиями, на которых не раз попадали в аварийные ситуации рыбацкие и торговые суда, а также боевые корабли. Поэтому на вершине горы, на восточном берегу острова был установлен маяк.
В конце 1970-х годов военные покинули остров, и вся его территория отошла к Дальневосточному морскому заповеднику (ДВГМЗ), созданному 24 марта 1978 года.

## География
Остров Большой Пелис — один из самых южных островов Приморья и всей России, является самым большим островом архипелага Римского-Корсакова.
Его размеры — около 5 км в длину и 1,1 км в ширину, площадь около 3,6 км². Максимальная высота 193 м. Остров состоит из двух частей — бо́льшей северной и ме́ньшей южной, соединенных между собой перешейком шириной всего 250 метров.
Берега острова неоднородны, в основном скалистые и обрывистые, но есть и пологие с белыми песчаными пляжами. Протяжённость береговой линии 12,7 км. В северной части острова находится пресное озеро, ни на одном из других островов архипелага Римского-Корсакова озёр нет.
С запада остров омывается водами бухты Молчанского. Подробно исследована экспедицией подполковника КФШ В. М. Бабкина. Сама бухта своё название получила в 1882 году в память об умершем в том же году капитан-лейтенанте И. А. Молчанском, который с 1878 года и до смерти командовал шхуной «Восток».

## Природа
Остров покрыт травой и кустарником, деревьев почти нет. Здесь много цветов, которые занесены в Красную книгу и являются эндемиками, такие как тигровая лилия. Также на острове растут сосна могильная, шиповник, тис, актинидия, виноград, лимонник и многие другие представители южно-приморской флоры.
На острове сохранилось несколько птичьих базаров. Встречаются краснокнижные виды: японский и даурский журавли, вилохвостые качурки, японский бекас, фрегаты и беркуты. Здесь расположены одни из самых крупных колоний японского баклана и чернохвостой чайки.
Среди земноводных распространены сахалинская жаба и дальневосточная квакша.
Из наземных пресмыкающихся на острове обитают японский уж и узорчатый полоз.
Среди млекопитающих на острове встречаются полевая мышь и большая (дальневосточная) полёвка. Из хищников встречается енотовидная собака. На побережье имеется несколько лежбищ тюленей ларги.

## Климат
Самый холодный месяц — январь, средняя температура воздуха −11 °C. Самый тёплый месяц — август, средняя температура воздуха +21 °C.
| Солнечное сияние, часов за месяц. | Солнечное сияние, часов за месяц. | Солнечное сияние, часов за месяц. | Солнечное сияние, часов за месяц. | Солнечное сияние, часов за месяц. | Солнечное сияние, часов за месяц. | Солнечное сияние, часов за месяц. | Солнечное сияние, часов за месяц. | Солнечное сияние, часов за месяц. | Солнечное сияние, часов за месяц. | Солнечное сияние, часов за месяц. | Солнечное сияние, часов за месяц. | Солнечное сияние, часов за месяц. | Солнечное сияние, часов за месяц. |
| Янв                               | Фев                               | Мар                               | Апр                               | Май                               | Июн                               | Июл                               | Авг                               | Сен                               | Окт                               | Ноя                               | Дек                               | Год                               |                                   |
| 200                               | 199                               | 202                               | 192                               | 165                               | 127                               | 118                               | 156                               | 209                               | 213                               | 170                               | 179                               | 2130                              |                                   |
| --------------------------------- | --------------------------------- | --------------------------------- | --------------------------------- | --------------------------------- | --------------------------------- | --------------------------------- | --------------------------------- | --------------------------------- | --------------------------------- | --------------------------------- | --------------------------------- | --------------------------------- | --------------------------------- |